# Valkia
Valkia är en sjö i kommunen Nyslott i landskapet Södra Savolax i Finland. Sjön ligger 91 meter över havet. Arean är 70 hektar och strandlinjen är 5,93 kilometer lång. Sjön  ingår i Vuoksens huvudavrinningsområde.   Den ligger omkring 110 kilometer öster om S:t Michel och omkring 290 kilometer nordöst om Helsingfors. 